# Hilding Berling
Karl Georg Hilding Berling, född 24 september 1885 i Skanör, Malmöhus län, död 25 mars 1950 i Slottsstaden, Malmöhus län, var en svensk skulptör. 
Han var son till mästerlotsen Carl Petter August Mårtensson Berling och Johanna Ek och gift med Marta Elvira Nilsson. Berling studerade konst i Tyskland, Frankrike, England och Italien. Bland hans offentliga arbeten märks en dopfunt i Skabersjö kyrka, en minnestavla vid Halmstads sjömanshus, figurer till Nässjö rådhus. Hans konst består av porträttreliefer, gravmonument och friskulpturer. 